# Sheila Larken
Sheila Larken (geboren am 24. Februar 1944) ist eine US-amerikanische Fernsehschauspielerin, die durch die Rolle von Margaret Scully, der Mutter von Dana Scully in Akte X – Die unheimlichen Fälle des FBI, bekannt wurde.

## Leben und Karriere
Sheila Larken wurde in Brooklyn, New York, geboren und hatte Gastauftritte in Fernsehserien wie Bonanza, Gunsmoke, Medical Center, Marcus Welby, MD, Hawaii Five-O, Barnaby Jones, Starsky und Hutch, Trapper John, M.D., Unsere kleine Farm, Rawhide, Der unglaubliche Hulk, Dallas und L.A.Law. Sie erschien auch in No Exit out, die letzte Episode der Anthologieserie Quinn Martin's Tales of the Unexpected (in Großbritannien bekannt als Twist in the Tale). Sie hat ebenfalls mitgemacht bei den Fernsehfilmen Attack on Terror: Das FBI vs. der Ku-Klux-Klan (1975), Cave-In! (1983) und The Hour of Midnight (1985).
Sheila Larken lebt zurzeit in Bellingham, Washington, mit ihrem Ehemann, den Fernsehproduzenten R.W. Goodwin. Beide haben drei Kinder, von denen zwei aus der gemeinsamen Ehe stammen.

## Filmografie (Auswahl)

### Filme
- 1987: Mord auf Bestellung (Downpayment on Murder)
- 1991: Der Ballerina Killer (The Killing Mind)
- 1994: Wieder gehen (Moment of Truth: To Walk Again)
- 1995: Brutale Exzesse – Skandal in der Navy (She Stood Alone: The Tailhook Scandal)
- 1995: Tatort Schlafzimmer (Dangerous Intentions)

### Serien
- 1969–1973: Medical Center (5 Folgen)
- 1970–1971: Das Wort hat die Verteidigung (Storefront Lawyers, 23 Folgen)
- 1975–1977: Barnaby Jones (3 Folgen)
- 1993–2016: Akte X – Die unheimlichen Fälle des FBI (The X-Files, 17 Folgen)